# Paullinia anomophylla
Paullinia anomophylla är en kinesträdsväxtart som beskrevs av L. Radlk.. Paullinia anomophylla ingår i släktet Paullinia och familjen kinesträdsväxter. Inga underarter finns listade i Catalogue of Life.